# Collegio uninominale Lazio 1 - 14
Il collegio elettorale uninominale Lazio 1 - 14 è stato un collegio elettorale uninominale della Repubblica Italiana per l'elezione della Camera dei deputati tra il 2017 ed il 2022.

## Territorio
Come previsto dalla legge elettorale italiana del 2017, il collegio era stato definito tramite decreto legislativo all'interno della circoscrizione Lazio 1.
Era formato dal territorio di 23 comuni: Artena, Carpineto Romano, Castel Gandolfo, Colleferro, Colonna, Frascati, Gallicano nel Lazio, Gavignano, Gorga, Grottaferrata, Labico, Lariano, Marino, Monte Compatri, Monte Porzio Catone, Montelanico, Palestrina, Rocca di Papa, Rocca Priora, San Cesareo, Segni, Valmontone e Zagarolo.
Il collegio era quindi interamente compreso nella città metropolitana di Roma Capitale.
Il collegio era parte del collegio plurinominale Lazio 1 - 03.

## Eletti
| Elezione | Elezione | Deputato    | Partito      |
| -------- | -------- | ----------- | ------------ |
|          | 2018     | Maria Spena | Forza Italia |

## Dati elettorali

### XVIII legislatura
Come previsto dalla legge elettorale, 232 deputati erano eletti con sistema a maggioranza relativa in altrettanti collegi uninominali a turno unico.
| Candidati              | Candidati             | Voti    | %     | Liste                           | Voti    | %     |
| ---------------------- | --------------------- | ------- | ----- | ------------------------------- | ------- | ----- |
|                        | Maria Spena ✔️ Eletto | 59 067  | 36,51 | Lega                            | 24 262  | 14,99 |
| Forza Italia           | Maria Spena ✔️ Eletto | 59 067  | 36,51 | 21 494                          | 13,28   |       |
| Fratelli d'Italia      | Maria Spena ✔️ Eletto | 59 067  | 36,51 | 11 829                          | 7,31    |       |
| Noi con l'Italia - UDC | Maria Spena ✔️ Eletto | 59 067  | 36,51 | 1 482                           | 0,92    |       |
|                        | Antonella Gobbo       | 56 406  | 34,86 | Movimento 5 Stelle              | 56 406  | 34,86 |
|                        | Renzo Carella         | 34 469  | 21,30 | Partito Democratico             | 29 909  | 18,48 |
| +Europa                | Renzo Carella         | 34 469  | 21,30 | 3 350                           | 2,07    |       |
| Italia Europa Insieme  | Renzo Carella         | 34 469  | 21,30 | 786                             | 0,49    |       |
| Civica Popolare        | Renzo Carella         | 34 469  | 21,30 | 424                             | 0,26    |       |
|                        | Diziana Salvi         | 4 777   | 2,95  | Liberi e Uguali                 | 4 777   | 2,95  |
|                        | Yuri Spalletta        | 2 590   | 1,60  | CasaPound                       | 2 590   | 1,60  |
|                        | Sergio Santinelli     | 1 832   | 1,13  | Potere al Popolo!               | 1 832   | 1,13  |
|                        | Matteo Di Cocco       | 814     | 0,50  | Partito Comunista               | 814     | 0,50  |
|                        | Antonio Giuffrè       | 782     | 0,48  | Italia agli Italiani            | 782     | 0,48  |
|                        | Maria Franca Pancino  | 734     | 0,45  | Il Popolo della Famiglia        | 734     | 0,45  |
|                        | Marco Carletti        | 211     | 0,13  | Per una Sinistra Rivoluzionaria | 211     | 0,13  |
|                        | Marilena Sbianchi     | 121     | 0,07  | Blocco Nazionale per le Libertà | 121     | 0,07  |
| Totale                 | Totale                | 161 803 | 100   |                                 | 161 803 | 100   |
|                        |                       |         |       |                                 |         |       |
| Voti non validi        | Voti non validi       | 5 434   | 3,25  |                                 |         |       |
| Votanti                | Votanti               | 167 237 | 73,70 |                                 |         |       |
| Elettori               | Elettori              | 226 923 |       |                                 |         |       |